# Zapote de Jorullo
Zapote de Jorullo är en ort i Mexiko.   Den ligger i kommunen La Huacana och delstaten Michoacán de Ocampo, i den södra delen av landet, 280 km väster om huvudstaden Mexico City. Zapote de Jorullo ligger 551 meter över havet och antalet invånare är 106.
Terrängen runt Zapote de Jorullo är kuperad åt sydväst, men åt nordost är den bergig. Runt Zapote de Jorullo är det glesbefolkat, med 16 invånare per kvadratkilometer. Närmaste större samhälle är La Huacana, 10,9 km nordväst om Zapote de Jorullo. Trakten runt Zapote de Jorullo består till största delen av jordbruksmark.